# 메즈두나로드나야역 (상트페테르부르크 지하철)
메즈두나로드나야역(러시아어: Международная)은 러시아 상트페테르부르크 시에 있는 상트페테르부르크 지하철 프룬젠스코 프리모르스카야 선의 역이다. 2012년 12월 28일 본 노선의 연장선으로 개통되었다. 2019년 10월 3일까지는 동남쪽의 종착역이었지만, 슈샤리 역까지 3개 역이 추가로 연장되면서 시종착역의 기능이 넘겨졌다.
벨리 쿠니 거리의 남서쪽 교차로에 위치한 이 역명은 "국제(International)"를 의미하며, 동유럽의 정치인이나 도시를 기념하기 위해 이 지역의 많은 거리(두 곳 포함)가 이름이 붙여진 데서 유래한다.

## 디자인
중앙 대합실은 백열등으로 장식되어 있고 바닥은 회색으로 칠해져 있으며, 기둥은 동일 색깔의 금으로 된 놋쇠로 덮여 있다.

## 구조
역의 북쪽 끝부분에는 4개의 에스컬레이터가 있는 경사로가 설치되어 있다.

## 사진

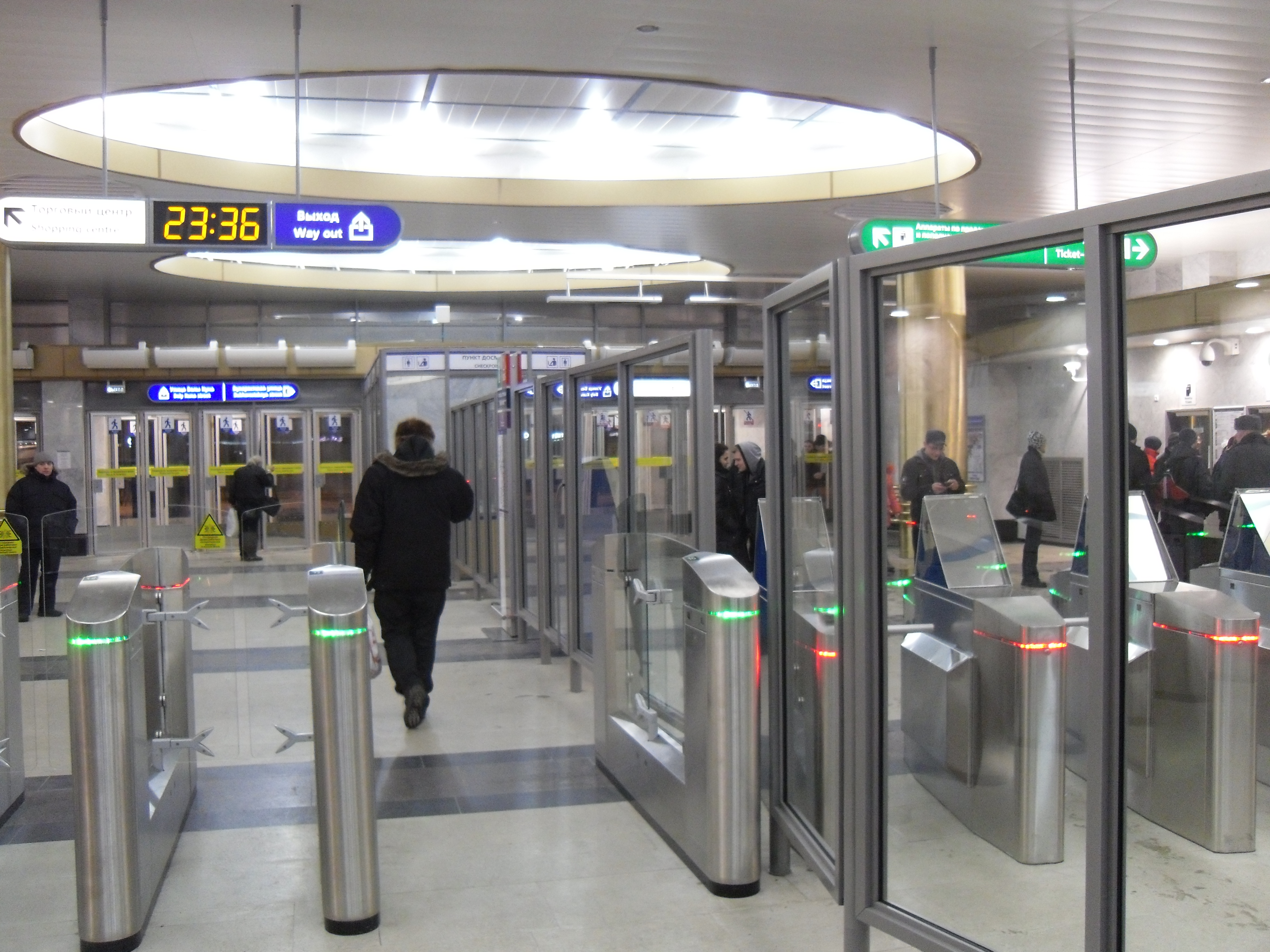
게이트
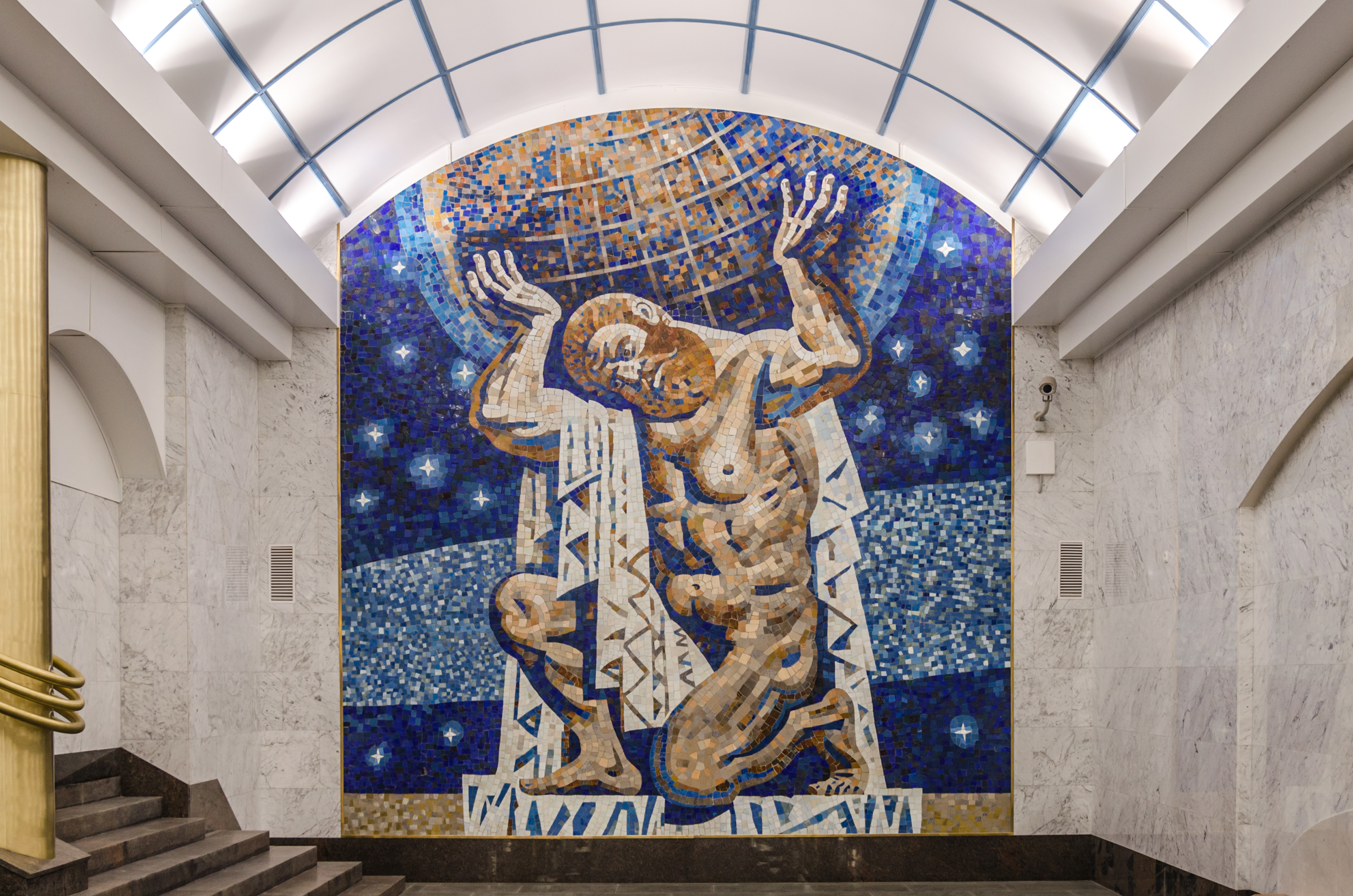
모자이크 장식